# Nachal Ben Dor
Nachal Ben Dor (hebrejsky: נחל בן דור) je krátké vádí v severním Izraeli.
Začíná v nadmořské výšce okolo 300 metrů v pohoří Karmel, na severním okraji haifské čtvrti Hod ha-Karmel a severních svazích vrchu Har Tlali, na kterém stojí Haifská univerzita. Vádí směřuje k severu a prudce klesá po zalesněných svazích. Pak prochází čtvrtí Šchunat Ziv a míjí areál Kirjat ha-Technion, kde sídlí Technion - Izraelský technologický institut. Stáčí se k východu a vyúsťuje v Zebulunském údolí na východním okraji Haify. Pak vede k severovýchodu napříč údolím a ústí zleva do řeky Kišon naproti areálu rafinérie Haifa.